# Glinthuis
Glinthuis was een havezate in de Nederlandse buurtschap Genne, provincie Overijssel.

## Geschiedenis
In de 15e eeuw was de familie Dorre actief in Genne. Ze leverden dienstmannen aan de bisschop van Utrecht. Zo werd in 1422 melding gemaakt van Dirk Dorre die optrad als volmacht van Herman van Haersolte. De naam Glinthuis duikt overigens pas in 1521 voor het eerst in de bronnen op: toen had Johan Glynthuys op Zweer Doorengoed hier gronden in pacht.
Via huwelijk vererfde het goed rond 1530 van de familie Dorre naar Aleid van Averhagen, terwijl het nabijgelegen goed Wassing aan Aleids zuster Christina toekwam. In 1541 droeg Christina haar bezit echter over aan haar zus, zodat Aleid zowel Glinthuis als Wassing in bezit kreeg. Aleid huwde Herman van Twickelo en via het huwelijk van hun kleindochter Adriaantje van Twickelo in 1589 kwamen de eigendommen te Genne bij Seino Hagen terecht.

### Seino Hagen
Adriaantje van Twickelo (†1612) en Seino Hagen waren waarschijnlijk de eersten die zich daadwerkelijk vestigden in Genne. Hun bezit Glinthuis werd eind 16e eeuw als havezate erkend en in 1596 kreeg Seino vrijstelling van belasting. De havezate leverde hem het lidmaatschap op van de Overijsselse ridderschap en in 1610 werd hij ten landdage verschreven. Hij moest echter in 1622 noodgedwongen zijn lidmaatschap opzeggen: volgens de nieuwe regels diende men namelijk gereformeerd te zijn, maar Seino was katholiek gebleven.
Seino hertrouwde in 1615 met Gerardina van Broekhuysen. De havezate Glinthuis was na de dood van Adriaantje in 1612 vererfd naar Johan, de zoon van Adriaantje en Seino. Toen Johan in 1626 overleed, kwam Glinthuis alsnog aan Seino. Hij schonk in 1636 de havezate aan zijn dochter Helena Hagen vanwege haar huwelijk met Hendrik de Vos van Steenwijk tot Ansen.

### De Vos van Steenwijk
Helena Hagen (†1655) en Hendrik de Vos van Steenwijk tot Ansen (1634-circa 1665) gebruikten Glinthuis waarschijnlijk als woonplek. Hendrik kreeg rond 1648 echter psychische problemen. Toen Helena in 1655 overleed werden er curatoren aangesteld om de goederen te beheren en de kinderen op te voeden. Hendrik overleed rond 1665 en hij liet Glinthuis na aan zijn zoon Jan Unico de Vos van Steenwijk, die in 1668 lid werd van de ridderschap. Hij maakte een militaire carrière en zou in 1704 of 1705 komen te overlijden. De havezate liet hij na aan Helena Agnes de Vos van Steenwijk, dochter van zijn broer Seyno Coenraad.
Helena Agnes de Vos van Steenwijk (1687-1716) trouwde in 1707 met Christoffel Bernhard Julius von Schwartz (1676-1754). Het stel woonde op de Drentse havezate Huis te Ansen, waar Helena ook zou komen te overlijden. Zij liet Glinthuis na aan hun kinderen.

### Van Pallandt
In 1756 verkochten de erfgenamen de havezate Glinthuis aan Elbert Anthony van Pallandt tot Zuthem (1695-1759). De havezate stelde weinig meer voor en was in feite niet meer dan een boerderij. Voor Elbert was de aankoop vooral een strategische zet: door zijn beide zonen elk aan een eigen havezate te helpen, kregen ze ook allebei toegang tot het lidmaatschap van de ridderschap. Toen Elbert in 1759 overleed, ging de havezate Zuthem naar zijn oudste zoon Adolf Warner (1727-1803) en Glinthuis naar zijn tweede zoon Gijsbert Jan (1734-1805).
Na het overlijden van Gijsbert Jan van Pallandt kwam Glinthuis toe aan zijn drie neven, die het goed weer verkochten aan Paulus Cornelis Adriaan Sichterman (1773-1857). Zijn zoon Mello (1821-1892) erfde Glinthuis. Zijn nazaten verkochten in 1978 de boerderij aan een veehouder.

## Beschrijving
Hoewel de havezate sinds eind 16e eeuw als riddermatig huis werd beschouwd, is deze waarschijnlijk nooit veel meer geweest dan een eenvoudig herenhuis met een boerderij. Mogelijk betrof het zelfs niet meer dan een boerderij met herenkamer. In 1675 telde Glinthuis slechts twee haardsteden en een oven. De havezate werd toen omschreven als een vervallen huis.
In 1713 omvatte Glinthuis een bouwhoeve en samen met de landerijen en rechten was deze 25.000 gulden waard. In 1759 was de waarde gedaald tot 7.625 gulden.
Van de havezate zijn geen zichtbare restanten bewaard gebleven. In 1974 zijn op het terrein puinresten en een waterput aangetroffen. Het terrein van de voormalige havezate is opgenomen op de Archeologisch Monumentenkaart en heeft een hoge archeologische waarde.
Ahnem · Den Alerdinck · Arendshorst · Arkelstein · Averbergen · Beerze · Den Berg · Bergentheim · Blankena · Borgele · Boskamp · Boxbergen · Bredenhorst · Buckhorst · Campherbeek · Collendoorn · Den Dam · Dieze · Dingshof · Den Doorn · Hof te Dorth · Eerde · Egede · De Gelder · Gerner · Glinthuis · Gramsbergen · De Groote Scheere · De Grote Weede · De Haere · Haerst · Hagenvoorde · Heemse · Herxen · Hoenlo · Hofstede · 't Hogeholt · Hogenhof · 't Hoogehuis · Junne · Kranenburg · Krijtenberg · De Kuile · Het Laar · Langeveldslo · Leemcule · Luttenberg · Melenhorst · Mennigjeshave · Nijenhuis · Oosterveen · Den Ordel · De Pol (Olst) · De Pol (IJhorst) · Pothof · Rande · Rechteren · Het Reelaer · Rhaan · Rollecate · Rutenberg · Schoonheten · Schuilenburg · Vechterweerd · Velner · Venebrugge · Verborg · Voorst · Vrieswijk · Werkeren · Westerveld · Windesheim · Wittenstein · Wolfshagen · Zuthem